# Ece Sokullu
Ece Sokullu (28 novembre 2007) è una nuotatrice artistica turca.

## Biografia
Ece Sokullu esordisce nelle gare internazionali nel 2023, partecipando con la squadra turca ai Giochi europei, riuscendo a vincere la medaglia di bronzo nel programma libero combinato. 
Nello stesso anno, non viene selezionata dalla Federazione di nuoto turca per partecipare ai mondiali di Fukuoka.

## Palmarès
- Giochi europei

Cracovia 2023: bronzo nel programma libero combinato